# الرويثة
الرويثة، أو (محطة خلص)، هي محطة قوافل قديمة، تقع على طريق القوافل من المدينة إلى مكة، والمسمى بطريق الأنبياء وهي من محطات المرحلة الثالثة للخارج من المدينة.

## ما ذكره المؤرخون
قال ابن خرداذبه:
- ومن السيالة إلى الرويثة وبها إحساء أربعة وثلاثون ميلا، ومن الرويثة إلى السقيا وبها شجر وماء جار ستة وثلاثون ميلا.[1]

قال قدامه بن جعفر:
- ومن السيالة إلى الرويثة وبها احساء، أربعة وثلاثون ميلا. ومن الرويثة إلى السقيا وبها شجر وماء جار، ستة وثلاثون ميلا.[2]

قال البکری الاندلسی:
- بضم أوله، وفتح ثانيه، وبالثاء المثلثة، على لفظ التصغير: قرية جامعة أيضا، مذكورة في رسم ورقان، و في رسم العقيق، عند ذكر الطريق من المدينة إلى مكة. و بين الرّويثة و المدينة سبعة عشر فرسخا؛ ومن الرّويثة إلى السقيا عشرة فراسخ؛ و عقبة العرج على أحد عشر ميلا من الرّويثة، بينها وبين عقبة العرج ثلاثة أميال.
- و روى البخاري وغيره، عن نافع عن ابن عمر أن النبي صلى اللّه عليه وسلم كان ينزل تحت سرحة ضخمة عن يمين الطريق، ووجاه الطريق، في مكان بطح سهل، حتّى يفضى من أكمة دون الرّويثة بميلين، وقد انكسر أعلاها، فانثنى في جوفها وهي قائمة على ساق، وفي ساقها كثب كثيرة.
- قال غير البخاريّ: فكان ابن عمر ينيخ هناك، ويصبّ في أصل تلك الشجرة إداوة ماء، ولو لم تكن إلّا تلك الإداوة.
- قال نافع: و أرى أن النّبيّ صلى اللّه عليه وسلم فعله ففعله ابن عمر وكان رسول اللّه صلى اللّه عليه وسلم يسير من الرّويثة، فينزل الأثاية، و هي بئر دون العرج بميلين، عليها مسجد للنبىّ صلى اللّه عليه وسلم. و بالأثاية أبيات وشجر أراك، وهناك ينتهى حدّ الحجاز. و هناك وجد رسول اللّه صلى اللّه عليه وسلم الظّبى الحاقف، على ما تقدّم في حديث البهزىّ.
- و روى الزّبير عن إسماعيل بن عقبة السّهمىّ، قال: أقبلت من عمرة، حتّى إذا كنت بأثاية العرج ، إذا أنا بشاب ميّت، وبظبى مذبوح، وبفتاة عبرى وهي تقول:

قال: فسألتها عن شأنها، فقالت: هذا ابن عمّى؛ وإنّا وردنا هذا الماء، فضرب هذا الظّبى، فأخذه، فصرعه ليذبحه، فوخزه بقرنه. فقتله.
قال یاقوت الحموی:
- تصغير روثه، واحده روث الدواب أو روثه الأنف وهو طرفه، قال ابن الكلبي: لما رجع تبّع من قتال أهل المدينة يريد مكة نزل الرويثه وقد أبطأ في مسيره فسماها الرويثه من راث يريث إذا أبطأ: وهي على ليله من المدينة، وقال ابن السكيت:

الرويثه معشى بين العرج والروحاء، قال السلفي:
الرويثه ماء لبني عجل بين طريق الكوفة و البصرة إلى مكة، وقال الأزهري: رويثه اسم منهله من المناهل التي بين المسجدين، يريد مكة والمدينة.
قال اليعقوبي:
- وإلى الرويثة وبها قوم من ولد عثمان بن عفان وغيرهم من العرب.[4]

قال عبد المومن البغدادی:
- تصغير روثة، واحدة روث الدواب. قيل: ماء لبنى عجل بين طريق الكوفة و البصرة إلى مكة. و قيل: منهل من المناهل التي بين المسجدين، يريد مكة و المدينة.[5]

قال الحمیری:
- بضم أوله وفتح ثانيه وبالثاء المثلثة، قرية جامعة بينها وبين المدينة سبعة عشر فرسخا، وعن ابن عمر رضي اللّه عنهما قال: إن رسول اللّه صلّى اللّه عليه وسلّم كان ينزل تحت سرحة ضخمة عن يمين الطريق، ووجاه الطريق، في مكان سهل حتى يفضي من أكمة دون الرويثة بميلين.

و تكون الرويثة آهلة أيام الحاج، وفيها برك للماء يقال لها احساء، و من الرويثة إلى العرج أربعون ميلا.
قال السمهودی:
- الرويثة: بالضم وفتح الواو وسكون المثناة تحت وفتح المثلاثة آخره هاء، قال ابن السكيت: منهل بين مكة و المدينة، ولما رجع تبع من قتال أهل المدينة نزل الرويثة وقد أبطأ في مسيره، فسماها الرويثة من راث إذا أبطأ، وهي على ليلة من المدينة، كذا قال المجد، وصوابه ليلتين؛ لأنها بعد وادي الروحاء ببضعة عشر ميلا، ولذا قال الأسدي:

إنها على ستين ميلا من المدينة.